# Джеймс, Эдисон
Эдисон Джеймс (англ. Edison James; 18 октября 1943, Мариго, Доминика) — политический и государственный деятель Доминики. Премьер-министр Доминики с 14 июня 1995 по 3 февраля 2000 года.

## Биография
Образование получил в Имперском колледже Лондона и Университете Восточного Лондона. Имеет степень бакалавра ботаники и магистра биохимии Редингского университета.
Работал в ряде местных и региональных учреждений, включая Карибский банк развития.
Был членом парламента Доминики от избирательного округа Мариго с 1990 года.
В 1988 году стал основателем Объединенной рабочей партии в противовес правящей лейбористской партии Доминики. Когда Объединенная рабочая партия выиграла парламентские выборы 1995 года, Э. Джеймс был назначен премьер-министром страны. Он вступил в должность 14 июня 1995 года и занимал его до 3 февраля 2000 года.
В своей деятельности решительно противостоял проамериканской политике вмешательства, проводимой его предшественницей Юджинией Чарлз. Пытался установить более тесные контакты с соседними странами. Сыграл важную роль в возрождении критически важной банановой индустрии острова, которая была уничтожена ураганом «Дэвид».
Э. Джеймс был обвинён в коррупции и мошенничестве с денежными средствами и вынужден был уйти в отставку 3 февраля 2000 года.
Был менеджером команд по крикету Наветренных островов и Малых Антильских островов.
В январе 2012 года Исполнительный комитет Объединенной рабочей партии переизбрал Эдисона Джеймса своим новым политическим лидером.
Член Ротари-клуба.